# Ma Zhiyuan
Ma Zhiyuan (chinesisch 馬致遠 / 马致远, Pinyin Mǎ Zhìyuǎn, W.-G. Ma Chih-yüan, geb. ca. 1250; gest. in der Zeit von 1321 bis 1324), hao (Künstlername): Dongli (东篱), war ein chinesischer Dichter und berühmter Dramatiker der späten Yuan-Dynastie. Viele seiner zaju-Stücke (Singspiele nördlichen Stils) haben daoistische Themen. Er lebte während der Mongolen-Zeit in Dadu (大都, dem heutigen Peking). Er hatte eine schwierige Karriere als junger Mann und im Alter war er unzufrieden mit der Politik seiner Zeit und zog sich aufs Land zurück.

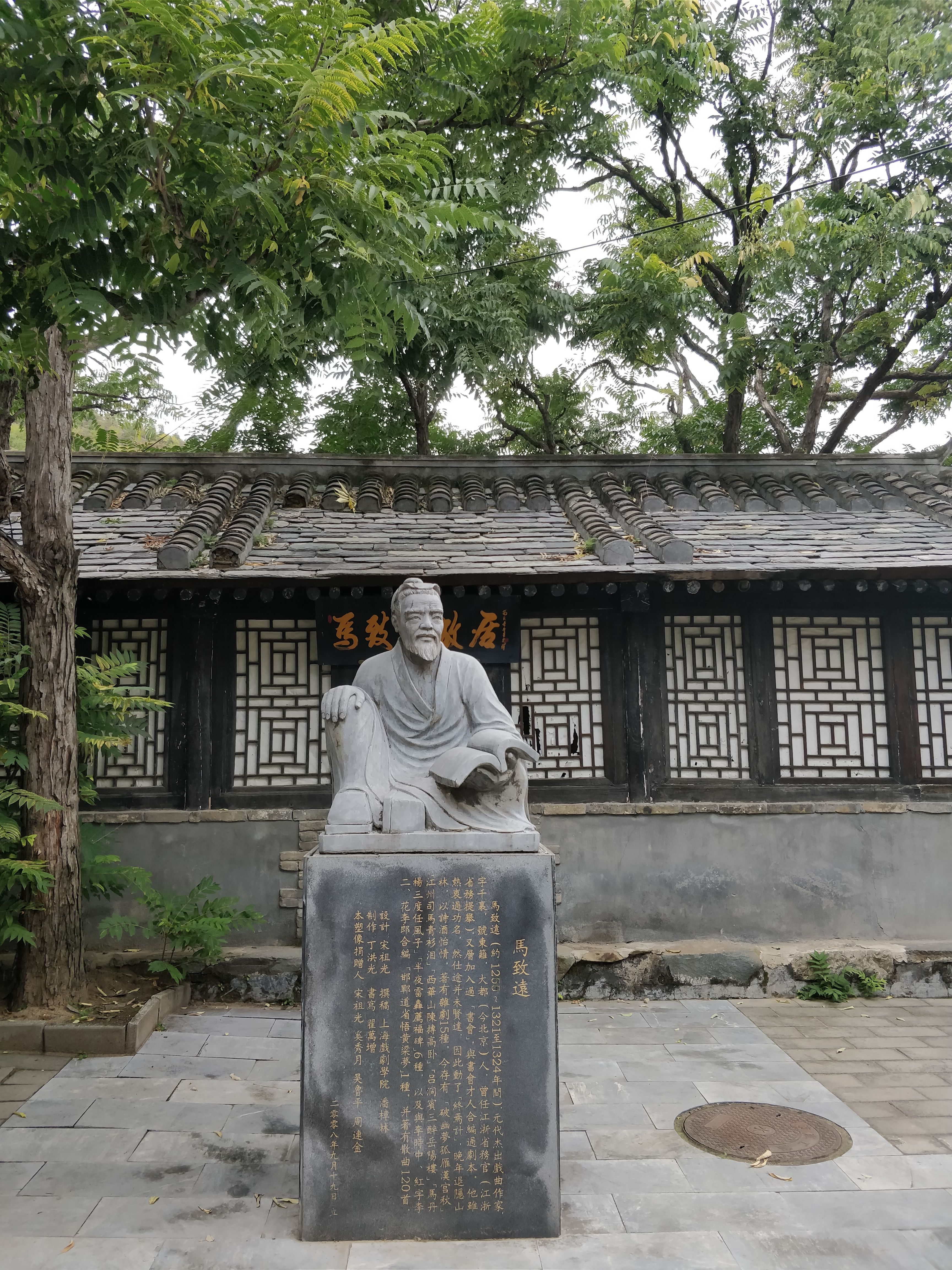
Statue von Ma Zhiyuan in der ehemaligen Residenz von Ma Zhiyuan in Peking

Zu seinen Leistungen gehört die Entwicklung und Verbreitung der neuen lyrischen Form namens sanqu (散曲,  sǎnqǔ,  san-ch'ü). Das Gedicht „Herbstgedanken“ (Qiusi 秋思) ist das bekannteste seiner sanqu-Gedichte. Seine sanqu--Gedichte wurden später in der Sammlung Dongli yuefu 东篱乐府 vereint.
Ma Zhiyuan wird zusammen mit Guan Hanqing 关汉卿, Zheng Guangzu 郑光祖 und Bai Pu 白朴 zu den Vier großen yuanqu-Dichtern (Yuanqu si dajia 元曲四大家) gezählt. Ma Zhiyuans Dramen (zaju) fanden Aufnahme in der im Zhonghua-Verlag erschienenen Sammlung Yuanqu xuan 元曲选.

## Herbstgedanken (sanqu)
Eines seiner bekanntesten Gedichte ist das bereits erwähnte sanqu-Gedicht, das nach dem metrischen Muster tianjingsha (chinesisch 天净沙, Pinyin tiānjìngshā) verfasst wurde, es trägt den Titel „Herbstgedanken“ (秋思) und besteht nur aus wenigen Zeilen:
| 枯藤老树昏鸦 小桥流水人家 古道西风瘦马 夕阳西下，断肠人在天涯 《天净沙·秋思》·马致远 Kūténg lǎoshù hūnyā xiǎoqiáo liúshuǐ rénjiā gǔdào xīfēng shòumǎ xīyángxīxià, duànchángrén zài tiānyá | Verdorrte Ranken, ein alter Baum, Krähen in der Abenddämmerung Eine kleine Brücke, ein fließender Bach, einige Hütten Eine alte Straße, Wind aus Westen, ein ausgemergeltes Pferd Die Sonne geht unter, ein Mann mit gebrochenem Herzen im letzten Winkel der Welt. Tianjingsha: Herbstgedanken - Ma Zhiyuan |

## Verschiedenes
Sein Grab (Ma Zhiyuan mu 马致远墓) steht auf der Liste der Denkmäler der Provinz Hebei. Ein Merkurkrater ist nach Ma Zhiyuan benannt.

## Werke und Ausgaben
Das Hanyu da zidian zieht folgende Werke und Ausgaben heran (zusammen mit ihren Abkürzungen angegeben):
- Dongli yuefu 东篱乐府, Sanqu congkan 散曲丛刊[5]

- Po youmeng guyan Hangongqiu 破幽梦孤雁汉宫秋 (Abk. Hangongqiu 汉宫秋). Yuanqu xuan 元曲选, Zhonghua shuju 中华书局 1958 Herbst im Han-Palast; Forke (Hg.: Gimm)
- Jiangzhou Sima qingshanlei 江州司马青杉泪 (Abk. Qingshanlei 青杉泪) Yuanqu xuan 元曲选, Zhonghua shuju 中华书局 1958
- Handandao xingwu huangliangmeng 邯郸道省悟黄粱梦 (Abk. Huangliangmeng 黄粱梦) Yuanqu xuan 元曲选, Zhonghua shuju 中华书局 1958 – Der Traum bei gelber Hirse / Forke (Hg.: Gimm)
- Xihuashan Chen Tuan gaowo 西华山陈抟高卧 (Abk. Chen Tuan gaowo 陈抟高卧) Yuanqu xuan 元曲选, Zhonghua shuju 中华书局 1958
- Lü Dongbin sanzui yueyanglou 吕洞宾三醉岳阳楼 (Abk. Yueyanglou 岳阳楼) Yuanqu xuan 元曲选, Zhonghua shuju 中华书局 1958
- Banye leihong jianfubei 半夜雷轰荐福碑 (Abk. Jianfubei 荐福碑) Yuanqu xuan 元曲选, Zhonghua shuju 中华书局 1958
- Ma Danyang sandu Ren Fengzi 马丹阳三度任风子 (Abk. Ren Fengzi 任风子) Yuanqu xuan 元曲选, Zhonghua shuju 中华书局 1958

weitere:
- Fu Liying et al. (Hrsg.): Ma Zhiyuan quanji jiaozhu 马致远全集校注 [Sämtliche Werke von Ma Zhiyuan, kritische Ausgabe mit Kommentar]. Beijing: Yuwen Chubanshe 2002